# Varsinaissuomalainen osakunta
Varsinaissuomalainen osakunta (en français : Nation de Finlande Propre, sigle VSO) est l'une des 15 nations étudiantes de l'Université d'Helsinki.
De langue finnoise, elle est fondée en 1905 pour représenter les étudiants Finlande propre.

## Anciens membres de la Nation
- Erik Ahlman
- Matti Ali-Melkkilä
- Elsi Borg
- Mikko Erich
- Rafael Erich
- Juha Föhr
- Martti Haavio
- Elina Haavio-Mannila
- Heikki Haavisto
- Auli Hakulinen
- Lauri Hakulinen
- Uno Harva
- Olavi Honka
- Ilmari Honkanen
- Martti Jukola
- Jouko Kajanoja
- Ilkka Kantola
- Eino Kilpi
- Volter Kilpi
- Esko Kiviranta
- Väinö Kolkkala
- Aku Korvenoja
- Reino Kuuskoski
- Reino R. Lehto
- Sakari T. Lehto
- Aleksi Lehtonen
- Tamara Lund
- Tauno V. Mäki
- Einar Mäkinen
- Paavo Paalu
- Lauri Posti
- Heikki Ritavuori
- Eero Rydman
- E. N. Setälä
- Vilho Setälä
- V. J. Sukselainen
- Antero Svensson
- Jaakko Tuominen
- Kari Uoti
- Mauno Vannas